# In the Middle of Life
In th Middle of Life från den 25 april 2005 är ett musikalbum av a cappella-gruppen The Real Group.

## Låtlista
| Nr | Titel                   | Spelningstid |
| -- | ----------------------- | ------------ |
| 1  | Prime Time Blues        | 3:16         |
| 2  | Mister Father           | 3:55         |
| 3  | Words                   | 3:05         |
| 4  | Spring Is Coming        | 3:54         |
| 5  | I Tried                 | 3:24         |
| 6  | Friendship              | 4:45         |
| 7  | Are You Coming To Me?   | 3:27         |
| 8  | The Grass Grows Greener | 3:00         |
| 9  | My Hidden World         | 4:50         |
| 10 | A Perfect Life          | 3:14         |
| 11 | A Quiet Song            | 3:06         |
| 12 | Given                   | 4:38         |
| 13 | Göta                    | 4:46         |

## Medverkande
- Anders Edenroth
- Anders Jalkéus
- Katarina Henryson
- Margareta Jalkéus
- Peder Karlsson

## Listplaceringar
| Lista (2005) | Topplacering |
| ------------ | ------------ |
| Sverige      | 6            |
| Norge        | 8            |